# 28e brigade d'infanterie (Empire allemand)
Pour les articles homonymes, voir 28e brigade.
La 28e brigade d'infanterie est une grande unité de l'armée prussienne.

## Histoire
La 28e brigade d'infanterie est créée le 29 avril 1852 et fait partie de la 14e division d'infanterie à Düsseldorf, qui appartient au 7e corps d'armée à Münster, Westphalie. Avec la mobilisation du 2 août 1914, elle intègre la 14e division de réserve. Elle est stationnée à Düsseldorf de 1852 à 1860, puis à Wesel jusqu'en 1892, puis de nouveau à Düsseldorf jusqu'en 1919 et lui est affectée (subordonnée) :
- de 1852 à 1859
  - 17e régiment d'infanterie
  - 17e régiment de Landwehr
  - Bataillon de Landwehr d'Essen 36e régiment d'infanterie (4e régiment de réserve)
  - Bataillon de Landwehr de Neuß 39e régiment d'infanterie (7e régiment de réserve)
  - Bataillon de Landwehr de Gräfrath 40e régiment d'infanterie (8e régiment de réserve)

- de 1860 à 1866
  - 53e régiment d'infanterie
  - 77e régiment d'infanterie (de)
  - 17e régiment de Landwehr
  - 57e régiment de Landwehr
  - 39e bataillon de réserve de Landwehr (Barmen)

- 1867
  - 53e régiment d'infanterie
  - 77e régiment d'infanterie (de)
  - 56e régiment d'infanterie
  - 57e régiment d'infanterie
  - 17e régiment de Landwehr
  - 57e régiment de Landwehr
  - 39e bataillon de réserve de Landwehr (Barmen)

- de 1868 à 1869
  - 17e régiment d'infanterie
  - 57e régiment d'infanterie
  - 17e régiment de Landwehr
  - 36e bataillon de Landwehr d'Essen
  - 39e bataillon de Landwehr de Neuß
  - 40e bataillon de Landwehr de Gräfrath

- de 1871 à 1889
  - 53e régiment d'infanterie
  - 77e régiment d'infanterie (de)
  - 17e régiment de Landwehr - 36e bataillon de Landwehr d'Essen
  - 39e bataillon de Landwehr de Neuß
  - 40e bataillon de Landwehr de Gräfrath

- de 1889 à 1891
  - 56e régiment d'infanterie
  - 57e régiment d'infanterie

- de 1892 à 1907
  - 39e régiment de fusiliers
  - 57e régiment d'infanterie

- de 1908 jusqu'à sa dissolution le 5 mars 1915
  - 39e régiment de fusiliers
  - 159e régiment d'infanterie (de)

### Guerre franco-prussienne
Avec ses deux régiments, le 53e régiment d'infanterie et le 77e régiment d'infanterie (de), la brigade est déjà au combat près de Spicheren le 6 août 1870. Lorsque Metz est encerclée, l'unité se voit attribuer la rive droite de la Moselle.

### 1914 sur le front occidental
- 9 au 16 août – Prise de Liège
- 21 août – Bataille d'Obaix
- 21 août – Bataille de Pont-à-Celles
- 22 août – Bataille de L'Allue-Piéton
- 23 et 24 août – Bataille de Namur
- 25 août - Combats de poursuite près de Solre-le-Château
- 27 août – Bataille de Catillon
- 29-30 août – Bataille de la bataille de Saint-Quentin
- 6 au 9 septembre – Bataille du Petit Morin
- 12 septembre au 4 octobre – Batailles de Reims
- 5 au 13 octobre – Bataille d'Arras
- 13 octobre au 13 décembre - Guerre de tranchées en Flandre et en Artois
  - 12 octobre au 2 novembre – Bataille de La Bassée (Neuve-Chapelle)
- 14 au 24 décembre – Bataille de Flandre française de décembre
- à partir du 25 décembre - Guerre de tranchées en Flandre et en Artois

### Commandants de la brigade
| Nom                                        | Date                       |
| ------------------------------------------ | -------------------------- |
| Ferdinand von der Goltz (de)               | 4 mai 1852                 |
| Karl von Bosse (de)                        | 10 juin 1856               |
| Eugen von Le Blanc Souville (de)           | 22 mai 1858                |
| Heinrich von Winning (de)                  | 20 janvier 1859            |
| Gustav von der Goltz (de)                  | 23 août 1860               |
| Gustav von Buddenbrock                     | 25 juin 1864               |
| Wilhelm August Bernhard von Hiller (de)    | 4 janvier 1866             |
| Edmund von Hanstein (de)                   | 30 octobre 1866            |
| Wilhelm von Schmeling                      | 18 mai 1867                |
| Friedrich Wilhelm von Woyna                | 14 juillet 1870            |
| August von Pannwitz (de)                   | 3 juin 1871                |
| Hugo von Loos (de)                         | 12 décembre 1874           |
| Otto von Sperling (de)                     | 13 mars 1877               |
| Wilhelm von Kienitz (de)                   | 18 avril 1878              |
| Ludwig von Spangenberg (de)                | 10 juillet 1880            |
| Wilhelm von Dresow (de)                    | 6 décembre 1883            |
| Bruno Weißhun                              | 7 juillet 1888             |
| Richard von Heydebreck (de)                | 14 mai 1890                |
| Adolf von Keller (de)                      | 28 juillet 1892            |
| Bodo von der Horst (de)                    | 18 avril 1893              |
| Max von Krosigk (de)                       | 30 mai 1896                |
| Mortimer von Buddenbrock-Hettersdorff (de) | 17 décembre 1896           |
| Emil Friedrich Karl von Hanstein           | 22 mars 1898               |
| Wilhelm von Kettler (de)                   | 14 novembre 1901           |
| Arthur von Houwald                         | 24 avril 1904              |
| Bogislav von Bagenski                      | 15 septembre 1905          |
| Karl von Mentz (de)                        | 25 octobre 1906            |
| Curt von Hertzberg                         | 22 mars 1910               |
| Karl Dieffenbach                           | 22 avril 1912              |
| Hans Alwin Karl Fricke                     | 2 août 1914 au 5 mars 1915 |